# Exomalopsis badioventris
Exomalopsis badioventris är en biart som beskrevs av Timberlake 1980. Exomalopsis badioventris ingår i släktet Exomalopsis och familjen långtungebin. Inga underarter finns listade i Catalogue of Life.